# Імсте
І́мсте (ест. Imste küla) — село в Естонії, у волості Кастре повіту Тартумаа.

## Населення
Чисельність населення на 31 грудня 2011 року становила 10 осіб.

## Історія
До 24 жовтня 2017 року село входило до складу волості Винну.